# Домбрувка (Ґостинінський повіт)
Домбрувка (пол. Dąbrówka) — село в Польщі, у гміні Гостинін Ґостинінського повіту Мазовецького воєводства.
Населення — 130 осіб (2011).
У 1975-1998 роках село належало до Плоцького воєводства.

## Демографія
Демографічна структура станом на 31 березня 2011 року:
|          | Загалом | Допрацездатний вік | Працездатний вік | Постпрацездатний вік |
| -------- | ------- | ------------------ | ---------------- | -------------------- |
| Чоловіки | 53      | 7                  | 36               | 10                   |
| Жінки    | 77      | 15                 | 37               | 25                   |
| Разом    | 130     | 22                 | 73               | 35                   |